# Adelascopora stellifera
Adelascopora stellifera är en mossdjursart som beskrevs av Moyano 2000. Adelascopora stellifera ingår i släktet Adelascopora och familjen Microporellidae. Inga underarter finns listade i Catalogue of Life.